# Vaszilij Grigorjevics Perov
Vaszilij Grigorjevics Perov (oroszul: Василий Григорьевич Перов) (Tobolszk, Oroszország, (Gerg.:) 1834. január 2. (Julián naptár: 1833. december 21.) – Moszkva, Oroszország, 1882. június 10.) 19. századi orosz realista festő, a Vándorkiállítók Társasága nevű művészcsoport egyik alapítója.

## Élete és művészete
Vaszilij Perov (eredeti nevén Krigyener) egy ügyész házasságon kívüli fiaként született a szibériai Tobolszkban. Apja felvilágosult ember volt, az állami hivatalt fel is kellett adnia. Családjával az ország több kormányzóságában is megfordult, 1842-ben a Nyizsnyij Novgorod-i kormányzóság Arzamasz városa környékén egy nemesi birtok intézője lett. A leendő festő itteni nevelőjétől kapta a Perov nevet („pero” jelentése: toll).

### Pályakezdése
1846-tól 1849-ig a városi művészeti iskolában tanult. 1852-ben Moszkvába ment, a következő évben felvették a Festészeti, Szobrászati és Építészeti Iskolába. Kezdettől fogva főként zsánerképeket festett. Tanulmányai befejezésekor készített Prédikáció falun (1861) című képével nagy aranyérmet nyert és ösztöndíjat kapott egy külföldi tanulmányúthoz. Az ugyanebben az évben festett Húsvéti körmenet falun című életképén már megjelenik az a szatirikus látásmód, amely számos későbbi festményét is jellemzi. Perov 1862-ben megnősült és feleségével együtt külföldre utazott. Több német város múzeumát látogatta meg, de főleg Párizsban élt és dolgozott; ott készült festményei pl.: Koldusok a bulváron, Párizsi karnevál, Utcai jelenet Párizsban (1863).

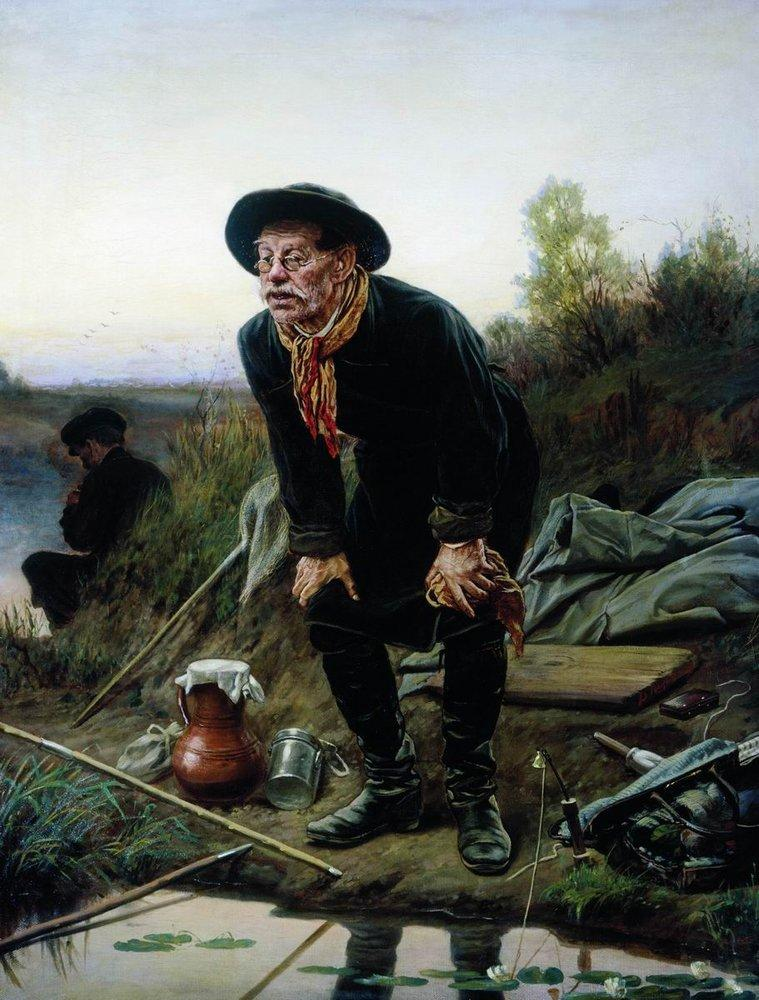
Horgász (1871)

### Az 1860-as évek második fele
Oroszországban a jobbágyfelszabadítás (1861) után a társadalmi problémák megoldatlansága a művészek egy részét is állásfoglalásra késztette. Perov idő előtt, 1864-ben hazatért és Moszkvában telepedett le. Ekkor festett képei, drámaisággal telített jelenetei a szegényekkel való együttérzésről tanúskodnak és felfokozott érzelmi hatást váltanak ki a nézőből.
A Falusi temetés (1865) egyszerű kompozíciója, az egyhangú téli táj kiemeli a temetésre igyekvők gyászát. A Trojka (1866) című kép vizeshordót húzó gyermek-alakjainak kiszolgáltatottsága hasonlóan komor hangulatot áraszt. Tragikus élethelyzetet ábrázol a Vízbe fúlt nő (1867) is, a közönyösen pipázó őrrel és a folyó fölött a háttérben gomolygó köddel. A festő itt valóban a „gyász költőjének” mutatkozott, ahogyan egyik kortársa jellemezte. A nevelőnő megérkezése a kereskedő házába című képén (1866) a szatirikusan ábrázolt kereskedőcsaláddal szembeállított nevelőnő megalázottságát hangsúlyozza.

### Az 1870-es évek
Perovnak fontos szerepe volt az akadémiai kötöttségekkel szemben új utakat kereső művészek csoportja, a Vándorkiállítási Társaság megalapításában. Első önálló kiállításukon 1871-ben a Vadászok pihenés közben (1871) és a Horgász (1871) című képeivel vett részt és két portrét is bemutatott. Ezeken a képein már jól látható, hogy a tematika és a látásmód megváltozott. A vidéki élet ábrázolásában a drámaiságot az egyszerű életkép, a leleplező szándékot, a szatírát szeretetteljes humor váltotta fel. Ugyanekkor kezdődött pedagógusi tevékenysége a moszkvai Festészeti, Szobrászati és Építészeti Iskolában, ahol jeles tanítványai voltak, köztük Abram Jefimovics Arhipov.
Zsánerképei mellett ebben az időben számos portrét készített az orosz vidék jellegzetes népi típusairól; jelentős művészekről készített portréi (Osztrovszkij, 1871; Turgenyev, 1872; Dosztojevszkij, 1872) kifejezőerő tekintetében egy sorban említhetők Kramszkoj és Repin hasonló műveivel.
Perov életének utolsó éveiben egy számára új műfajban, a történeti festészetben is maradandót készült alkotni, erről tanúskodnak többek között a Pugacsov-felkelésről készített vázlatai (Pugacsov elítélése, 1879). Egyéb történeti témájú tervei, mint a Pszkov ostroma (1879) vagy a Pimen és Grigorij (1879) is csak vázlatokban maradtak fenn. Ezeket a terveit már nem maradt ideje megvalósítani: negyvennyolc éves korában egy Moszkva melletti faluban, Kuzminkiben tüdőbajban meghalt (az egykori falu ma már a fővároshoz tartozik).

## Műveiből

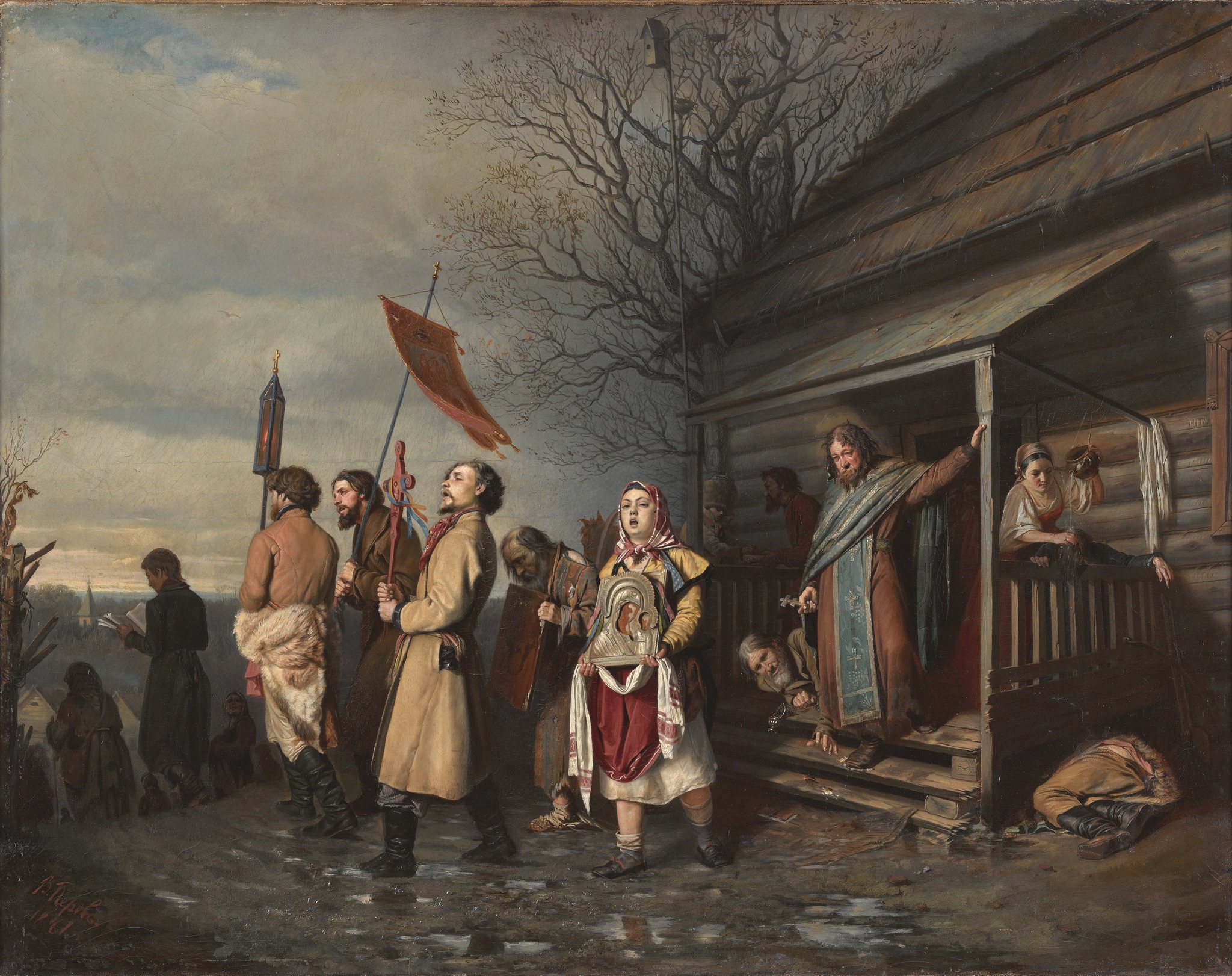
Húsvéti körmenet falun (1861)
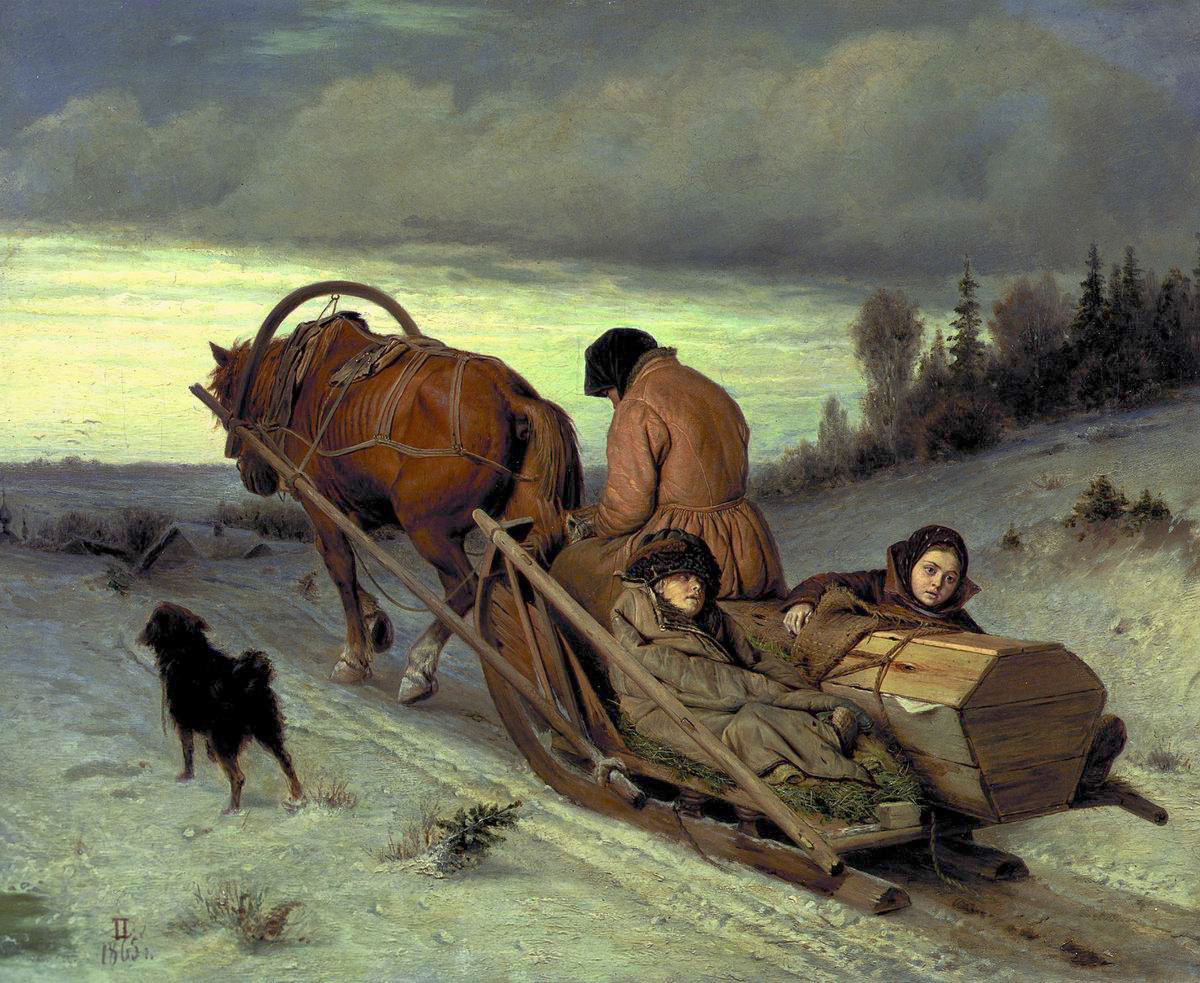
Falusi temetés (1865)
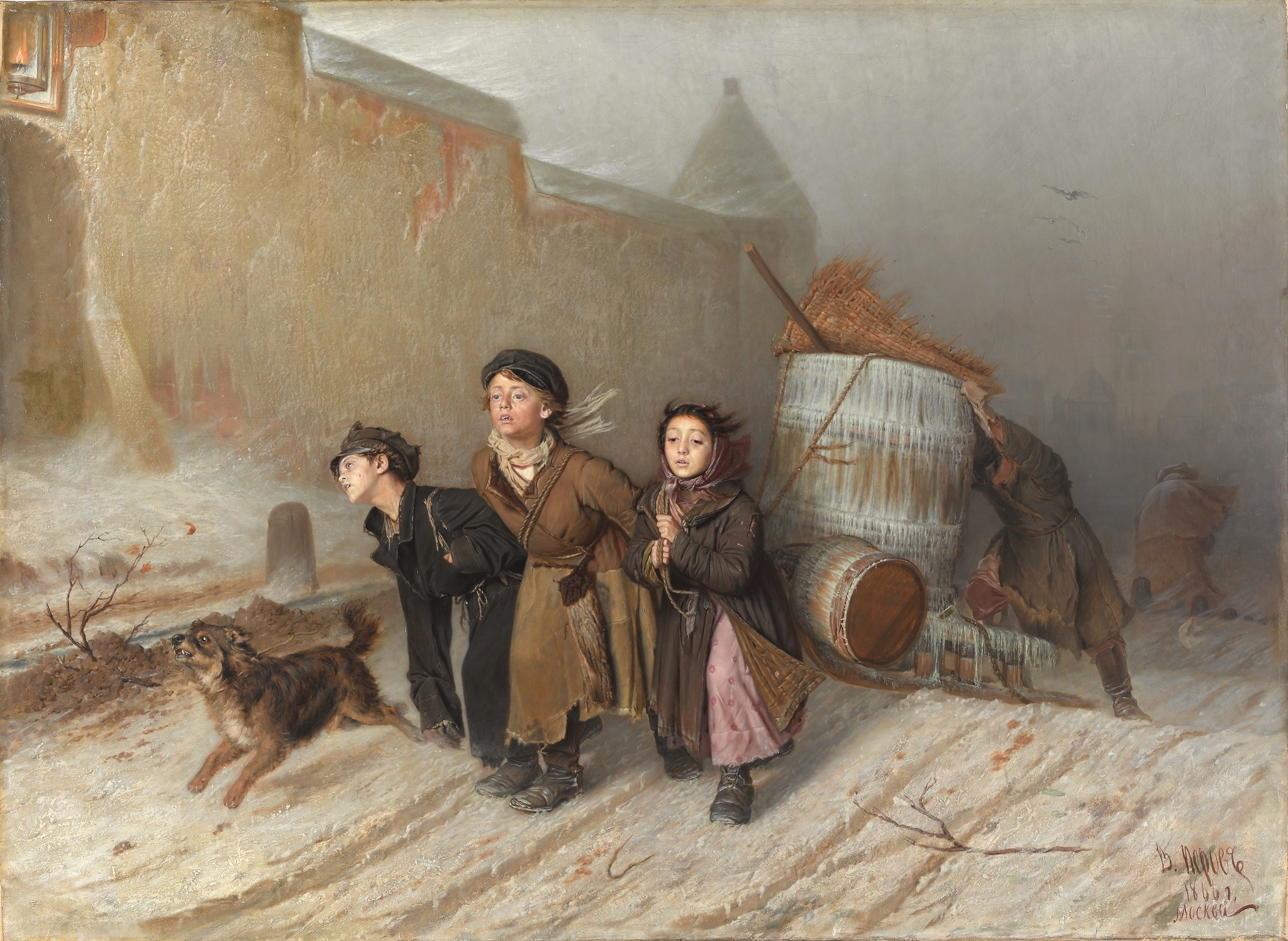
Trojka (1866)
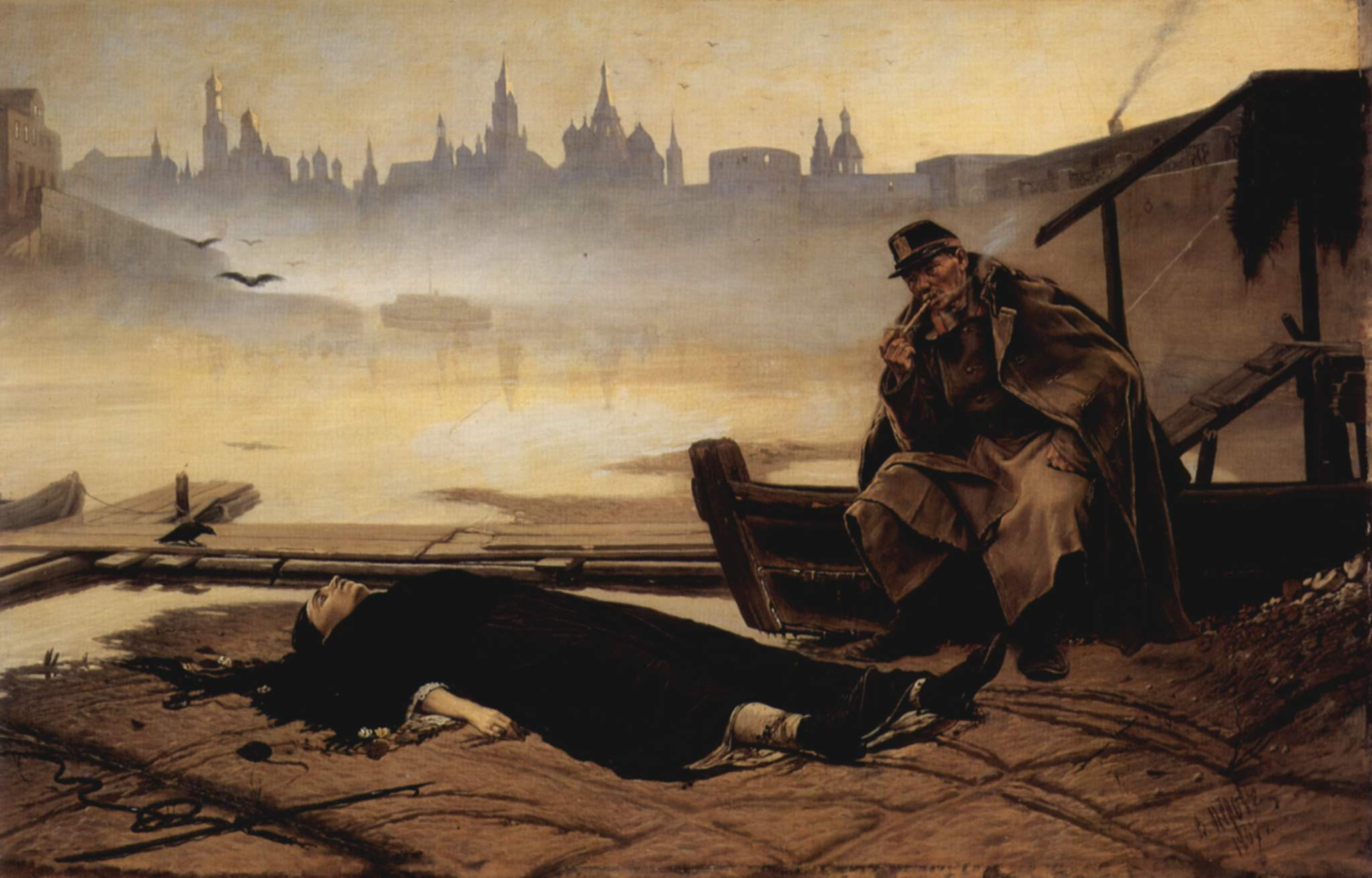
A vízbefúlt nő (1867)
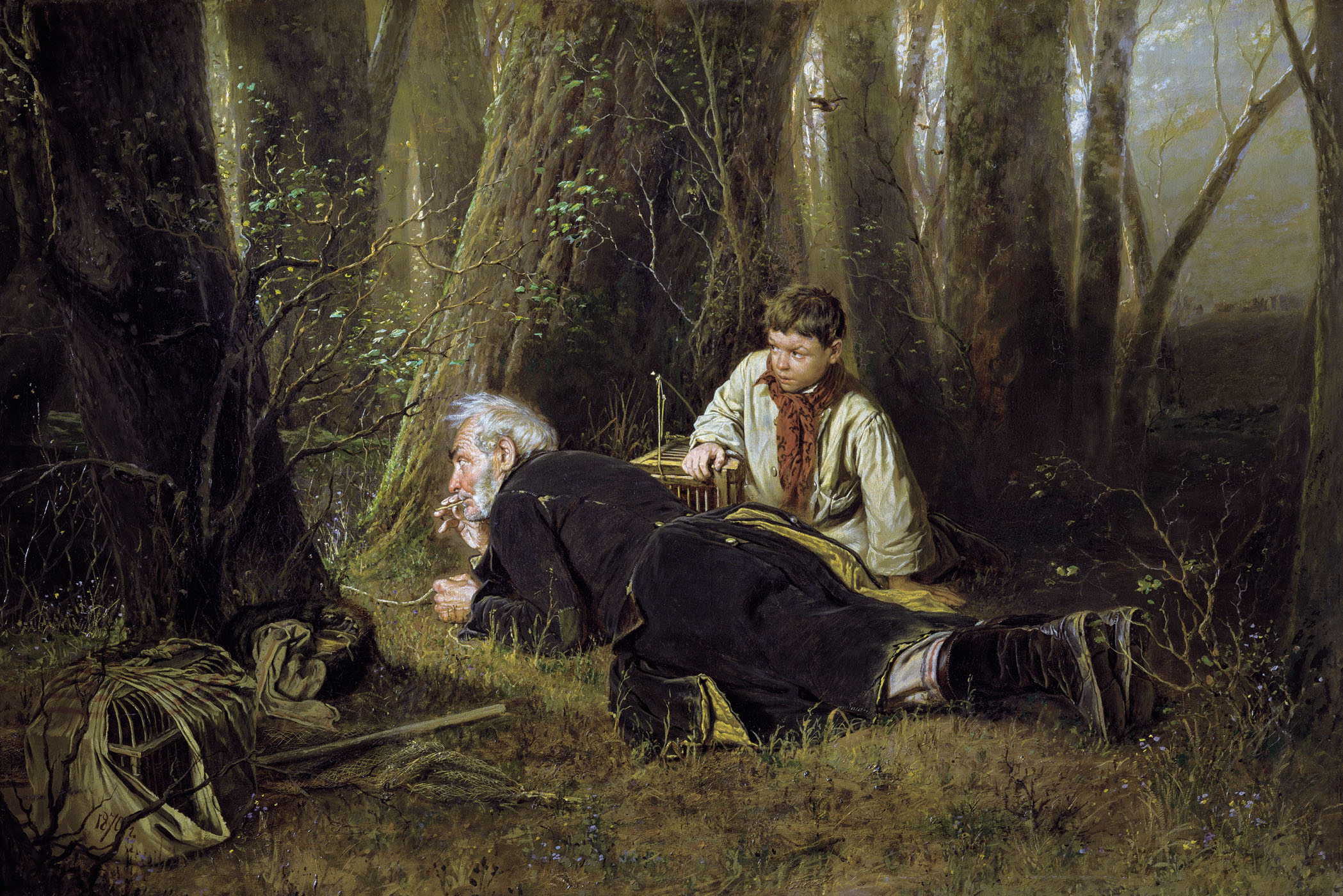
Madarász (1870)
Vadászok pihenés közben (1871)
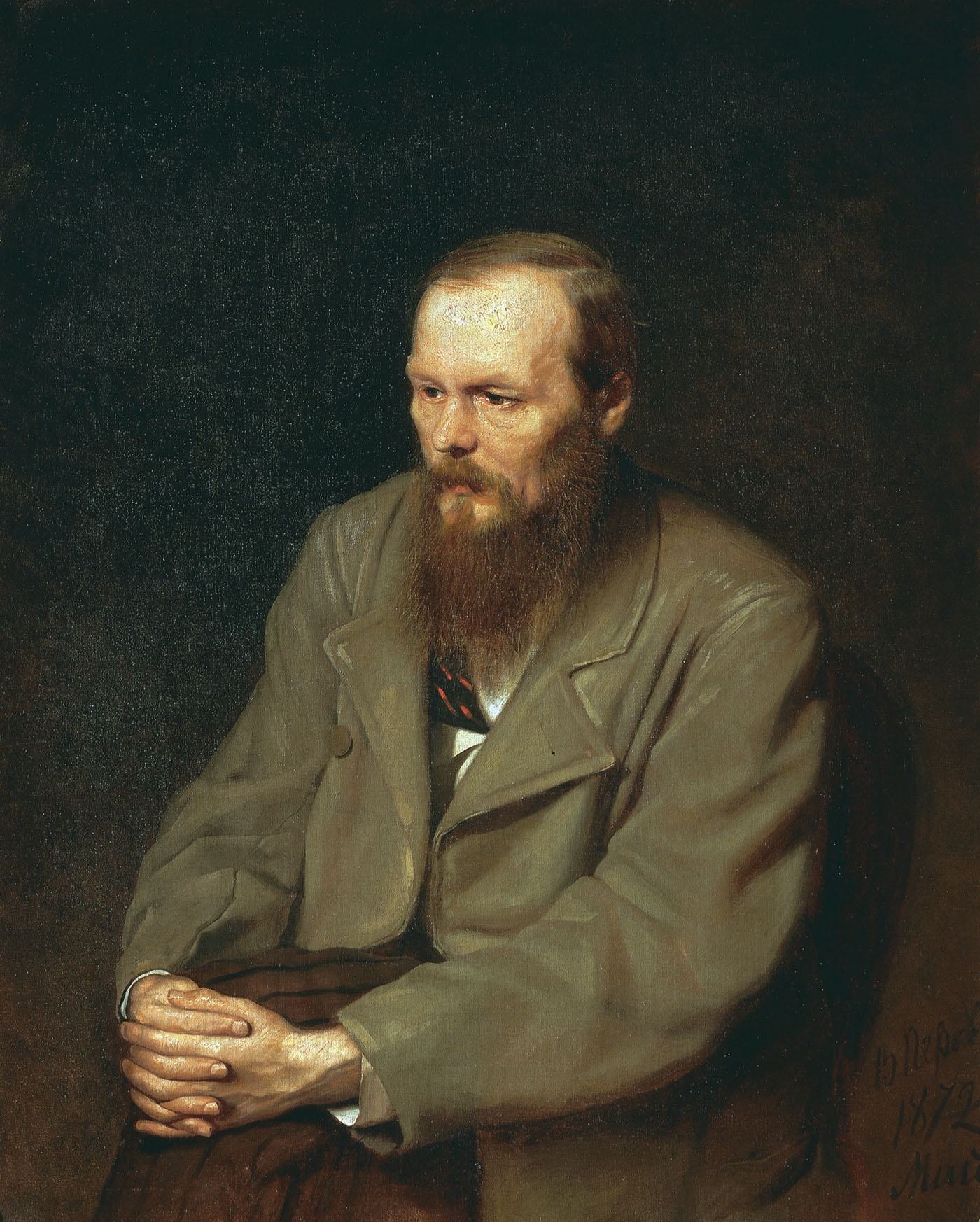
Dosztojevszkij arcképe (1872)
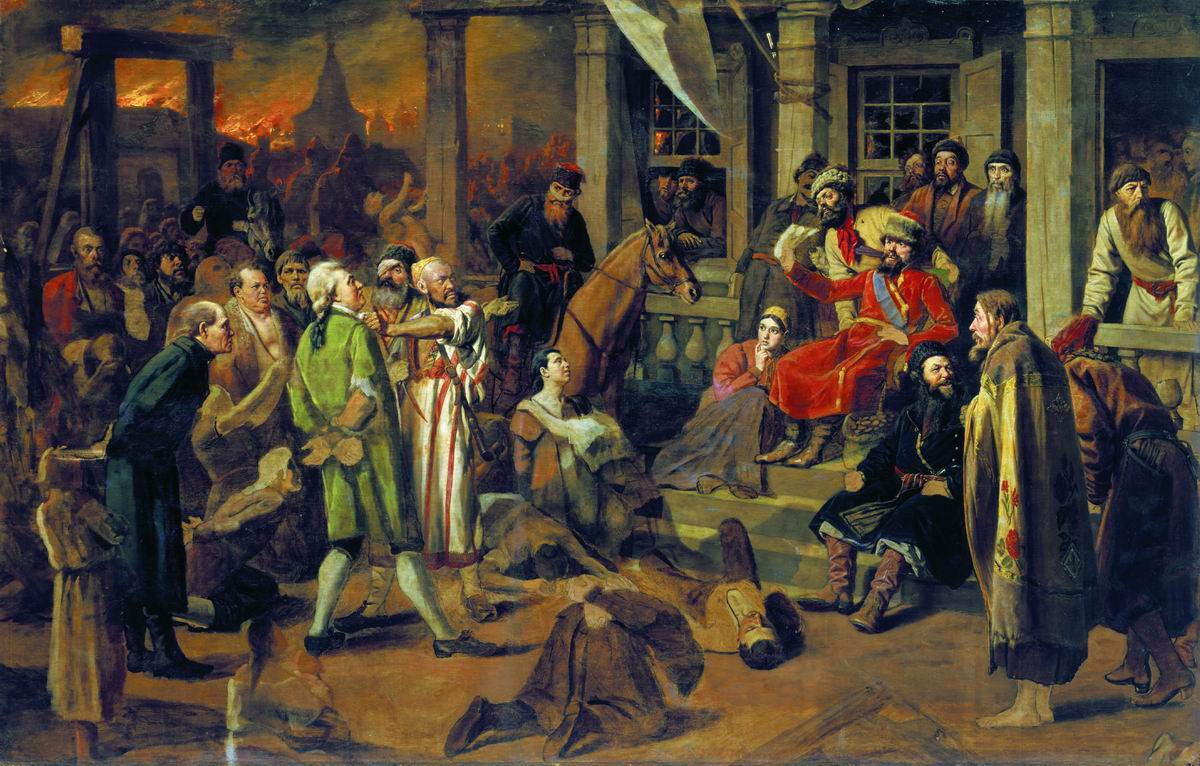
Pugacsov törvényt ül (1879)